# Lienardia tricolor
Lienardia tricolor is een slakkensoort uit de familie van de Clathurellidae. De wetenschappelijke naam van de soort is voor het eerst geldig gepubliceerd in 1876 door Brazier.